# یوکو موچیزوکی
یوکو موچیزوکی (به ژاپنی: 望月優子 Mochizuki Yūko) یک بازیگر ژاپنی بود. او موفق به کسب جایزه بهترین بازیگر زن در هشتمین دوره جوایز روبان آبی برای فیلم برنج شد.